# Infias (Fornos de Algodres)
Infias is een plaats (freguesia) in de Portugese gemeente Fornos de Algodres en telt 280 inwoners (2001).